# Roman Deutinger
Roman Deutinger (* 1970 in Osterhofen) ist ein deutscher Historiker, der die Geschichte des frühen und hohen Mittelalters erforscht. Sein Forschungsinteresse gilt der Geschichtsschreibung des Hoch- und Spätmittelalters, der Geschichte der Kirche und des Kirchenrechts, der frühmittelalterlichen Diplomatik und der Verfassungsgeschichte des Früh- und Hochmittelalters, mit besonderer Berücksichtigung der Entwicklung des Lehnswesens.

## Leben und Wirken

### Akademische Laufbahn
Roman Deutinger entstammt einer Lehrerfamilie und besuchte das Gymnasium der Benediktiner in Kloster Niederaltaich. Anschließend studierte er Geschichte, Latein und Musikwissenschaft an der Universität Regensburg. Zu seinen akademischen Lehrern gehörte Horst Fuhrmann. 1992/93 folgte ein Studienaufenthalt in Uppsala. Dabei verfasste er anhand schwedischer Quellen einen Aufsatz über schwedische Verwüstungen in Bayern 1646/48. Im Sommer 1995 folgte in Regensburg der Magister artium mit einer von Wilfried Hartmann betreuten Arbeit zu Rufinus von Sorrent. Die Arbeit wurde in die renommierte Schriftenreihe der Monumenta Germaniae Historica aufgenommen. 1996/97 war er Stipendiat des bildungsgeschichtlichen Graduiertenkollegs „Ars und Scientia im Mittelalter und in der Frühen Neuzeit“ an der Universität Tübingen. Deutinger wurde 1998 promoviert mit einer von Franz Fuchs angeregten und von Wilfried Hartmann in Tübingen betreuten Arbeit über Leben und Werk des Gelehrten Rahewins von Freising unter bildungsgeschichtlicher Perspektive. Die Arbeit wurde mit summa cum laude beurteilt und ebenfalls in die Schriftenreihe der Monumenta Germaniae Historica aufgenommen. Für die Dissertation erhielt Deutinger 2000 den wissenschaftlichen Förderpreis der Stauferstiftung Göppingen.
Deutinger war 1998/99 wissenschaftlicher Mitarbeiter am Historischen Seminar der TU Braunschweig. Seit 1999 ist er wissenschaftlicher Mitarbeiter für das Repertorium Fontium Historiae Medii Aevi an der Bayerischen Akademie der Wissenschaften. Seine Habilitation erfolgte im Wintersemester 2004/05 an der Universität München (LMU) mit einer Untersuchung über die Königsherrschaft im ostfränkischen Reich. Deutinger hatte im Sommersemester 2005 für Wilfried Hartmann die Vertretung des Lehrstuhls für Mittelalterliche Geschichte an der Universität Tübingen inne. Im Wintersemester 2005/06 vertrat er die Oberassistentenstelle in Mittelalterlicher Geschichte von Eva Schlotheuber an der LMU. Im Wintersemester 2009/10 hatte er eine Vertretungsprofessur für Mittelalterliche Geschichte an der Katholischen Universität Eichstätt. 2012 wurde er zum außerplanmäßigen Professor ernannt. Im Wintersemester 2013/14 übte Deutinger eine Lehrstuhlvertretung für Bayerische Landesgeschichte an der Universität Regensburg aus.

### Geschichtsschreibung des Hoch- und Spätmittelalters
In seiner 1997 vorgelegten Ausgabe des Traktats De bono pacis (Über das Gut des Friedens) sieht Deutinger die 1986 von Aldo Brunacci und Giuseppe Catanzaro vorgelegte Edition als „äußerst fehlerhaft“ an. Die übliche Identifizierung des Autors Rufinus mit dem Kanonisten Rufinus, der um 1164 seine Summa decretorum verfäßt hat, lehnt Deutinger ab. Er zieht stattdessen einen Mönch des Benediktinerklosters Montecassino in Erwägung. Dieser Mönch habe die Schrift vor dem Frieden von Venedig, also zwischen 1174 und 1177, seinem Abt Petrus II. von Montecassino vorgelegt. Dem Verfasser Rufinus bescheinigt er „einen ausgesprochen weiten Horizont und geradezu weltgeschichtliche Perspektiven“. Zugleich charakterisiert er Rufinus als „gänzlich unbeeinflußt von der theologischen, philosophischen, historischen, juristischen, politischen oder sonstigen Literatur seiner Zeit.“ Das Werk Rufins bezeichnet er als das „eines Außenseiters“, der „kühne zukunftsweisende Gedanken in der biblischen und altkirchlichen Tradition zu verankern sucht“ und der gleichzeitig die Absicht verfolgt, auf „einen pragmatischen Frieden in einer durch und durch unfriedlichen Zeit“ hinzuwirken. Rufinus habe eine „völlig neue Stufe in der Betrachtung nicht nur der Friedenstheologie, sondern der Welt insgesamt erreicht“.
Deutinger widmete sich in seiner 1999 veröffentlichten Dissertation Rahewin von Freising. Bis dahin war eine Gesamtwürdigung Rahewins eine Forschungslücke. Die Arbeit besteht aus drei Teilen: die Biographie des Klerikers (S. 7–26), die Gesta Friderici des Geschichtsschreibers (S. 27–178) und die Dichtungen des Poeten (S. 179–201). Im Anhang legte er erstmals eine vollständige Edition des unvollendeten Lehrgedichtes Flosculus vor. Seit Bernhard von Simson (1911) und den darauf basierenden Forschungen von Franz-Josef Schmale (1963) hat sich der Bestand der erhaltenen Handschriften durch eine Reihe von Neufunden von 18 auf 26 erhöht. Die Bedeutung der Arbeit Deutingers liegt darin, dass er die Handschriften in deutlich größerem Umfang erfasst und klassifiziert, als dies bislang in der Forschung geleistet worden ist. Dabei werden Schmales Ergebnisse hinsichtlich der Rezension A, die auf eine humanistische Überarbeitung des 15. Jahrhunderts zurückzuführen sei, revidiert. Rahewin stamme wahrscheinlich aus der freisingisch-bischöflichen Ministerialenfamilie der Lohkirchen-Bercha. Er widerspricht der bisherigen Auffassung, dass Rahewin wegen seiner umfassenden Bildung in Paris studiert habe. Die Voraussetzungen dafür seien auch auf dem Freisinger Domberg möglich. Für Deutinger gehörte Rahewin „zu jener Schar von Gelehrten zweiten oder vielleicht sogar dritten Ranges, welche die neuen Gedanken und Methoden rezipierten“.
Deutinger konnte bei seiner 2010 veröffentlichten Analyse imperialer Konzepte in der hofnahen Historiographie im 12. Jahrhundert keine „staufisch-höfische Ideologie“ ausmachen. Gemeinsam sei den untersuchten Quellen lediglich „die Idee, dass es zu den vornehmsten Aufgaben des Kaisers gehöre, in seinem Reich für Frieden, Ordnung und Gerechtigkeit zu sorgen“.
Mit Christof Paulus arbeitet er an einer Edition der Werke Gottschalks von Benediktbeuren aus der Mitte des 11. Jahrhunderts.

### Verfassungsgeschichte mit Schwerpunkt Lehnswesen
Deutinger legte zahlreiche Studien zum Lehnswesen vor. In der jüngeren Forschung gehört Deutinger zu den Kritikern der vor allem von François Louis Ganshof ab Mitte der 1940er Jahre geprägten und bis in die Mitte der 1980er Jahre etablierten Sichtweise über das Lehnswesen. Die Mehrfachvasallität wurde in der Forschung bislang in die späte Karolingerzeit datiert. Eine dafür angeführte Urkunde aus Tours aus dem Jahr 895 als den vermeintlich frühesten Beleg für einen Vasallen zweier Herren konnte Deutinger als Fälschung frühestens des 12. Jahrhunderts entlarven. Die spärlichen Zeugnisse des 10. und frühen 11. Jahrhunderts lassen sich durchweg auch anders interpretieren. Nach Deutinger kann erst im 11. Jahrhundert von einer Mehrfachvasalltät gesprochen werden. Den frühesten Beleg für Doppelvasallität sieht er in einer Urkunde aus Angers 1037. Deutinger stellte bei seinen Beobachtungen zum Lehenswesen im frühmittelalterlichen Bayern fest, dass „vom 8. bis zum Beginn des 10. Jahrhunderts die Landleihe an Vasallen ein Randphänomen war und selbst die Bindung der Benefizienvergabe an irgendeinen Dienst außer einer Zinszahlung seltene Ausnahme geblieben ist“. Nach seinen Forschungen war die Vasallität von ihrer Struktur her „kein geeignetes Instrument zum Aufbau eines mehrstufigen, hierarchisch geordneten Herrschaftsverbandes“. Er machte darauf aufmerksam, dass noch kein Aftervasall für das Frankenreich des 8. und 9. Jahrhunderts nachgewiesen werden konnte. Die lehnsrechtliche Erklärung des Treffens von 1155 zwischen Friedrich I. und Hadrian IV. ist nach Deutinger eine Fehldeutung des 20. Jahrhunderts. Bei diesem Treffen kam es zu einem Streit über die äußeren Formen der Empfangszeremonie. Friedrich verweigerte dem Papst den Marschalldienst, also das Halten des Steigbügels beim Absteigen vom Pferd. Robert Holtzmann hatte diese Weigerung lehnrechtlich aufgefasst. Der Vasall hatte üblicherweise seinem Herren den Marschalldienst leisten müssen. Friedrich wollte durch seine Weigerung nicht als Vasall des Papstes erscheinen. Deutinger machte darauf aufmerksam, dass kein einziger der zeitnahen Quellenberichte das Treffen in einen lehnrechtlichen Zusammenhang stellte. Wenige Jahre zuvor hatte dies auch Achim Thomas Hack schon festgestellt. Kritisch setzt sich Deutinger auch mit den unterschiedlichen Standpunkten von Knut Görich, Jürgen Miethke oder Sebastian Scholz auseinander. Nach Deutingers erneuter Quellensichtung handelt es sich eher um ein Missverständnis, das durch unpräzise Absprachen im Vorfeld entstanden war. Friedrich habe sich keineswegs geweigert, den Marschalldienst zu leisten. Die Details der Zeremonie wurden aber nicht genau geplant.
In seiner 2006 veröffentlichten Habilitation über die Königsherrschaft in der spätkarolingischen Epoche befasste er sich zeitlich vom Beginn der Herrschaft Ludwigs des Deutschen im Jahre 833 bis zum Tod Konrads I. im Jahre 918. Die Königsherrschaft wird von Deutinger unter dem Aspekt der „aktuellen Beschaffenheit der politischen Ordnung (oder auch Unordnung)“ untersucht. Dabei stehen „Diener und Getreue“, „Amts- und Mandatsträger“ sowie Herrschaftsausübung durch Konsens, Beziehungen und Präsenz im Blickpunkt. Er gelangte zu dem Schluss, dass die Herrschaftsstruktur des ostfränkischen Reichs als polyzentrisch und nicht allein auf den König ausgerichtet anzusehen ist. Das Reich war im zeitgenössischen Denken „keine allein vom König abgeleitete, sondern eine in erster Linie auf das Volk bezogene, letztlich also durchaus selbständige Größe“. Der König musste alle anderen Herrschaftsträger für ihre Mitwirkung an der Königsherrschaft immer wieder neu gewinnen. Als wichtigstes Herrschaftsmittel der ostfränkischen Könige gilt ihm daher der Konsens. Königliche Herrschaft basierte nach Deutingers Arbeit vor allem auf Konsens, stützte sich im starken Maße auf Beziehungen und erforderte die königliche Präsenz. Einen tiefgreifenden Wandel bei der Herrschaftsausübung zwischen dem 9. und dem 10. Jahrhundert hat es nicht gegeben. Nach Deutinger entsprechen die spätkarolingischen Herrschaftsstrukturen eher dem Bild, das die jüngere Forschung von der ottonischen Zeit gewonnen hat: „Die Karolingerherrschaft im Ostfränkischen Reich war eher ‚ottonisch' als ‚karolingisch'.“
Deutinger gab 2010 gemeinsam mit Jürgen Dendorfer die Ergebnisse einer 2008 in München stattfindenden Tagung zum Lehnswesen heraus. Ausgangspunkt war die Kritik von Susan Reynolds Mitte der 1990er Jahre an der bisherigen Vorstellung eines Lehnswesens. Die Thesen von Susan Reynolds zum Lehnswesen für das Reich des 12. Jahrhunderts sollten auf breiter Quellengrundlage überprüft werden. Der zeitliche Schwerpunkt der Beiträge lag demnach auch auf dem 12. Jahrhundert. Deutinger befasste sich mit Friedrich I. und Hadrian IV. Mit seinem Beitrag wollte Deutinger „keine umfassende Darstellung und Deutung der Konflikte zwischen Friedrich I. und Hadrian IV. bieten“. Er betrachtete vielmehr die Begegnung zwischen Friedrich und Papst Hadrian in Sutri im Juni 1155, den Streit um die Fresken im Lateranpalast im Sommer 1155 und den Benefiziumsstreit auf dem Reichstag in Besançon (1157) und fragte, inwiefern „Erklärungsmodelle im Rahmen des Lehnswesens tatsächlich zum Verständnis beitragen“. Außerdem ging es ihm um die Frage, „was uns diese Konflikte über den Entwicklungsstand des Lehenswesens in der Mitte des 12. Jahrhunderts sagen können“. Die Formen und Gesten zwischen Kaiser und Papst müssen nicht zwangsläufig in einem lehnrechtlichen Kontext gedeutet werden. Doch drang besonders in den 1150er Jahren das Lehnswesen als Ordnungsmodell stärker in das Bewusstsein der Zeitgenossen vor. Die Ergebnisse der Tagungsbeiträge fasste Deutinger zusammen. Dabei wurde festgehalten, dass der Wandel des Lehnswesens von einem Bündel von Rechtsgebräuchen hin zu einem einheitlichen Rechtsinstitut im Deutschen Reich erst um die Mitte des 12. Jahrhunderts einsetzte.
Auf einer von Karl-Heinz Spieß organisierten Frühjahrstagung 2011 des Konstanzer Arbeitskreises für mittelalterliche Geschichte zum Thema „Ausbildung und Verbreitung des Lehnswesens im Reich und in Italien im 12. und 13. Jahrhundert“ referierte Deutinger zum Thema „Vom Amt zum Lehen. Das Beispiel der deutschen Herzogtümer im Hochmittelalter“. Nach seiner Analyse bringen die Quellen die „deutschen Herzogtümer bis weit in das 12. Jahrhundert hinein nicht mit lehnrechtlichen Kategorien in Verbindung“. Diese Praxis habe sich erst im Spätmittelalter durchgesetzt. Die klassische auf Heinrich Mitteis zurückgehende Lehre war hingegen von einer lehnrechtlich geprägten Praxis bei der Vergabe von Herzogtümern in ottonisch-salischer Zeit ausgegangen.

### Kirche und Kirchenrecht
Deutinger untersuchte in einem 2002 publizierten Aufsatz neun Terminationen von 812 bis 1006 aus den Diözesen Trier und Mainz. Damit ist die Abgrenzung eines Zehntbezirks durch den zuständigen Diözesanbischof und die Zuweisung des so geschaffenen Sprengels an eine bestimmte Kirche gemeint. Dabei hält er die Gründungsurkunde des Stiftes Gemünden von 879 für eine Fälschung des 13. Jahrhunderts.
In einem 2005 veröffentlichten Aufsatz identifizierte er mit Hilfe eines Kalenders von 1324 den Gründer des Kanonikerstifts Osterhofen als Herzog Heinrich III. von Bayern. Seit dem Mittelalter galt hingegen Herzog Heinrich V. von Bayern als Stiftsgründer.
Im Jahr 2014 leitete er mit seinem Bruder Stephan Deutinger die Tagung Das Kloster und sein Umfeld. Die Abtei Niederaltaich in ihrem Beziehungsgefüge vom 8. bis zum 18. Jahrhundert. Die Geschichte des Klosters ist trotz guter Quellenlage in den ersten beiden Jahrhunderten nach der Gründung kurz vor Mitte des 8. Jahrhunderts bislang unzureichend erforscht. Die Beiträge wurden 2018 herausgegeben. In einem 2006 veröffentlichten Aufsatz rekonstruierte Deutinger aus dem Quellenbestand die Reihe der einzelnen Äbte von Eberswind (vor 748 – nach 762) bis zu dem nach Chunibert (vor 947 – vor 963) anzusetzenden Aaron (Datierung unsicher).

### Beiträge zur bayerischen Landesgeschichte im Mittelalter
In einem 2002 veröffentlichten Aufsatz hat Deutinger das vorherrschende Bild einer vermeintlichen Königserhebung Arnulfs von Bayern gründlich revidiert. Nach seinen Forschungen hat eine Königserhebung Arnulfs 919 wohl nicht stattgefunden. Der Auszug der älteren Salzburger Annalen zum Jahr 920 (Bavarii sponte se reddiderunt Arnolfo duci et regnare eum fecerunt in regno Teutonicorum, also: Die Bayern unterwarfen sich dem Herzog Arnulf und erhoben ihn zum König (wörtlich: ließen ihn als König herrschen)) bedeutet nicht, dass der Bayer Arnulf zum „Gegenkönig“ gewählt worden ist, sondern bezeichnet lediglich, dass Arnulf vielmehr eine Herzogsstellung errang. Deutinger kam bei seiner Beschäftigung mit Arnulf von Bayern zu einer weiteren Beobachtung zur Herrschaft Konrads I. Nach einer erneuten Sichtung der Quellen geht Deutinger von einem langen Siechtum des Herrschers vor seinem Tod aus. Konrad ist demnach möglicherweise nicht am Widerstand der ‚Stammesherzöge‘, sondern wohl vielmehr „an der mangelnden Kunst seiner Ärzte gescheitert“.
Seine langjährige Beschäftigung mit frühmittelalterlichen Rechtstexten und der älteren Geschichte Bayerns führte 2017 zur Veröffentlichung der Lex Baioariorum in deutscher Sprache mit ausführlichen Erläuterungen. Damit erschloss Deutinger die erste und für Jahrhunderte einzige umfassende Aufzeichnung des bayerischen Rechts und machte sie allgemein zugänglich. Zur Lex Lex Baioariorum veröffentlichte er weitere Studien. Zuvor versuchte Deutinger in einem Aufsatz anhand eines Auszuges der Lex Baioariorum, wonach die bayerischen Herzöge immer aus dem Geschlecht der Agilolfinger stammen, zu ergründen, was unter dem Namen bzw. der Familie im Mittelalter verstanden wurde. Nach seinen Forschungen zu den Agilolfingern dürfe man sie sich „nicht als eine abgeschlossene, einheitliche, streng patrilineare und agnatische Dynastie vorstellen, sondern bestenfalls als einen losen cognatischen Verband, dessen genealogischer Zusammenhang nicht rekonstruierbar ist“. Die Agilolfinger waren für ihn „weniger ein historisches Phänomen als vielmehr ein gedankliches Konstrukt“ der zeitgenössischen Wahrnehmung und der modernen genealogischen Forschung. Außerdem untersuchte er die handschriftliche Überlieferung der Lex Baioariorum in Bayern und Österreich.
Deutinger gab 2017 mit Christof Paulus die erzählenden Quellen zur Fürstenhochzeit zwischen dem bayerischen Herzogssohn Georg und der polnischen Königstochter Hedwig in Landshut 1475 in einem Band zusammengefasst, kommentiert und mit Register versehen heraus. Die Edition macht mit den Berichten des Elsässer Niederadligen Hans von Hungerstein, des Kanzleischreibers des Grafen von Katzenelnbogen Johann Gensheim und des Rostocker Universitätslehrers Johannes Wyse nicht nur neue Quellen zur Fürstenhochzeit der Öffentlichkeit zugänglich, sondern liefert auch eine Neuedition von bislang unzureichend aufbereiteten Quellen.
Deutinger befasste sich mit der Gründung Erdings. Er zeigte, dass das angebliche Gründungsjahr 1228 nicht auf mittelalterlichen Quellen, sondern auf Überlegungen des Bürgermeisters und Heimatforschers Friedrich Herbig aus den 1920er Jahren beruht. Grundlage für die Datierung der Erdinger Stadtgründung war für Herbig die erste Nennung eines Marktes im Herzogsurbar. Dieses Verzeichnis aller ständigen Einkünfte des bayerischen Herzogs wurde in der neueren Forschung jedoch zwischen 1231 und 1234 datiert. Da der Markt bereits in den 1230er Jahren zu den wichtigeren und finanziell einträglicheren Markt- und Zollstationen im Herzogtum Bayern gehört hat, muss der Ort deutlich älter sein und kann nicht erst wenige Jahre zuvor gegründet worden sein.

## Schriften (Auswahl)
Monografien
- Rufinus von Sorrent. De bono pacis (= Monumenta Germaniae Historica. Studien und Texte. Bd. 17). Hahn, Hannover 1997, ISBN 3-7752-5417-X (Zugleich: Regensburg, Universität, Magisterarbeit, 1995).
- Rahewin von Freising. Ein Gelehrter des 12. Jahrhunderts (= Monumenta Germaniae Historica. Schriften. Bd. 47). Hahn, Hannover 1999, ISBN 3-7752-5447-1 (Zugleich: Tübingen, Universität, Dissertation, 1998).
- Königsherrschaft im Ostfränkischen Reich. Eine pragmatische Verfassungsgeschichte der späten Karolingerzeit (= Beiträge zur Geschichte und Quellenkunde des Mittelalters. Bd. 20). Thorbecke, Ostfildern 2006, ISBN 3-7995-5720-2 (Zugleich: München, Universität, Habilitations-Schrift, 2004).

Herausgeberschaften
- mit Jürgen Dendorfer: Das Lehnswesen im Hochmittelalter. Forschungskonstrukte – Quellenbefunde – Deutungsrelevanz (= Mittelalter-Forschungen. Bd. 34). Thorbecke, Stuttgart 2010, ISBN 978-3-7995-4286-9.
- Lex Baioariorum. Das Recht der Bayern. Pustet, Regensburg 2017, ISBN 978-3-7917-2787-5.
- mit Christof Paulus: Das Reich zu Gast in Landshut. Die erzählenden Texte zur Fürstenhochzeit des Jahres 1475. Thorbecke, Ostfildern 2017, ISBN 3-7995-1155-5.
- mit Stephan Deutinger: Die Abtei Niederaltaich. Geschichte, Kultur und Spiritualität von der Gründung bis zur Säkularisation (= Studien und Mitteilungen zur Geschichte des Benediktinerordens. Bd. 53). EOS, Sankt Ottilien 2018, ISBN 978-3-8306-7903-5.